# Azocarminio
L'azocarminio è un colorante usato in istologia con il metodo Azan che colora i nuclei, la cromatina, gli eritrociti ed i granuli acidofili dell’ipofisi molto intensamente di rosso, le neurofibrille di colore rossastro ed il citoplasma di rosso pallido.
La colorazione di Azan-Mallory è una tecnica istologica usata per distinguere le cellule dalla matrice extracellulare e per mettere in evidenza le fibre di collagene del tessuto connettivo.